# Pobikry
Pobikry est un village de Pologne, situé dans la gmina de Ciechanowiec, dans le Powiat de Wysokie Mazowieckie, dans la voïvodie de Podlachie.
Selon le recenssement de la commune de 1921, ont habité dans le village 211 personnes, dont 178 étaient catholiques, 21 orthodoxes, et 12 judaïques. Parallèlement, tous habitants ont déclaré avoir la nationalité polonaise. Dans le village, il y avait 30 bâtiments habitables.

## Source
- (en) Cet article est partiellement ou en totalité issu de l’article de Wikipédia en anglais intitulé « Pobikry » (voir la liste des auteurs).